# Старовский, Владимир Никонович
Влади́мир Ни́конович Старо́вский (20 апреля [3 мая] 1905, село Помоздино, Вологодская губерния — 20 октября 1975, Москва) — государственный деятель и учёный-статистик. Начальник Центрального статистического управления при Совете Министров СССР (1957—1975). Член-корреспондент АН СССР, доктор экономических наук (1940), профессор (1934). Герой Социалистического Труда (1975).

## Биография
Родился в семье учителя 20 апреля (3 мая) 1905 года в селе Помоздино Усть-Сысольского уезда Вологодской губернии (ныне — Усть-Куломского района Республики Коми).

### Образование
- Начальное образование получил в селе, а среднее (совмещая учёбу с работой) — в вечерней школе в городе Сыктывкаре, которую окончил в 1923 году. В 1926 году — окончил факультет советского права МГУ.
- 1926—1930 гг. — аспирант Института экономики РАНИОН (Российская Ассоциация научно-исследовательских институтов общественных наук),
- 1940 год — доктор экономических наук,
- 1958 год — член-корреспондент АН СССР.

### Трудовая деятельность
- 1919—1924 гг. — работал в уездном Усть-Сысольском статистическом бюро,
- 1924—1925 гг. — статистик ВСНХ СССР,
- 1926—1930 гг. — Центральном статистическом управлении (ЦСУ) СССР,
- 1931—1937 гг. — Центральное управление народно-хозяйственного учёта (ЦУНХУ) Госплана СССР (научный сотрудник, заместитель начальника отдела кадров по учебно-методической части),
- 1937—1939 гг. — заместитель начальника бюро Всесоюзной переписи населения ЦУНХУ,
- 1940—1941 гг. — начальник ЦУНХУ Госплана СССР,
- 1941—1948 гг. — управляющий ЦСУ Госплана СССР — заместитель Председателя Госплана СССР,
- 1948—1961 гг. — управляющий ЦСУ СССР, с 1957 года — начальник Центрального статистического управления при Совете Министров СССР в ранге Министра СССР,

C 6 августа 1975 года — персональный пенсионер союзного значения. Похоронен на Новодевичьем кладбище.

### Партийная и общественная жизнь
В 1939 году вступил в ВКП(б). Делегат XXII, XXIII и XXIV съездов КПСС.
В 1961—1975 гг. — член Центральной ревизионной комиссии КПСС. В 1946—1974 годах — депутат Верховного Совета СССР.

## Оценка деятельности
Хрущёв Н. С. «У нас других цифр нет. Товарищ Старовский — человек очень осторожный. Я у него цифры беру. У меня своих цифр нет. Это наша союзная бухгалтерия. Это единственный источник, на который я могу сослаться и пользоваться. Я ему верю. Он у меня пользуется полным доверием. Вот видите, как бывает».
Был противником передовых методов управления и учёта с использованием ЭВМ и современных методик.

…на этом заседании Президиума Академии наук СССР, на котором выступал Федоренко, выступил и В. М. Глушков. В своем выступлении он высказал ряд критических замечаний в адрес руководства ЦСУ СССР. Он утверждал, что ЦСУ не внедряет передовые системы сбора и обработки информации, что оно ориентирует свою работу на старые счетно-аналитические машины, что не стимулирует развитие вычислительной техники, препятствует тому, чтобы информация становилась гибкой и оперативной.— Федоренко Н. П. О работе Центрального экономико-математического института : Доклад // Вестник АН СССР. — 1964. — № 10. — С. 4.

Позже, когда решалась судьба ОГАС, именно руководитель ЦСУ СССР В. Н. Старовский яростнее всех выступил против проекта, что во многом и предрешило его печальную судьбу.— Академик В. М. Глушков — пионер кибернетики. — Киев, 2003. — С. 324.

## Сочинения
- Теория математической статистики
- Общая теория статистики
- Азбука статистики
- Экономическая статистика
- О методике прогноза роста численности населения Советского Союза
- Производительность общественного труда и проблемы народонаселения
- Теория и практика советской государственной статистики

## Награды[9]
- Герой Социалистического Труда (1975).
- Награждён четырьмя орденами Ленина, орденом Октябрьской Революции, двумя орденами Трудового Красного Знамени, орденом Знак Почета и медалями.